# Łukawiec
Łukawiec este o arie protejată (sit de importanță comunitară — SCI) din Polonia întinsă pe o suprafață de 2.270,18 ha, integral pe uscat.

## Localizare
Centrul sitului Łukawiec este situat la coordonatele 50°03′05″N 23°04′20″E / 50.0513°N 23.0721°E.

## Înființare
Situl Łukawiec a fost declarat sit de importanță comunitară în octombrie 2009 pentru a proteja 1 specie de plante și 6 specii de animale.

## Biodiversitate
Situată în ecoregiunea continentală, aria protejată conține 7 habitate naturale: Pajiști cu Molinia pe soluri calcaroase, turboase sau argilos-nămoloase (Molinion caeruleae), Mlaștini turboase de tranziție și turbării mișcătoare, Păduri de fag Luzulo-Fagetum, Păduri de stejar și carpen Galio-Carpinetum, Mlaștini împădurite, Păduri aluvionare cu Alnus glutinosa și Fraxinus excelsior (Alno-Padion, Alnion incanae, Salicion albae), Păduri mixte riverane de Quercus robur, Ulmus laevis și Ulmus minor, Fraxinus excelsior sau Fraxinus angustifolia, de-a lungul marilor râuri (Ulmenion minoris).
La baza desemnării sitului se află mai multe specii protejate:
- plante (1): Eleocharis carniolica
- amfibieni (2): buhai de baltă cu burta roșie (Bombina bombina), triton cu creastă (Triturus cristatus)
- nevertebrate (4): fluturele auriu (Euphydryas aurinia), fluturele purpuriu (Lycaena dispar), Phengaris nausithous, Phengaris teleius